# کوشه علیا (خوسف)
روستای کوشه علیا، روستایی است از توابع بخش مرکزی شهرستان خوسف، واقع در استان خراسان جنوبی که بر اساس سرشماری سال ۱۳۸۵ مرکز آمار ایران، جمعیت آن بالغ بر ۱۹۳ نفر بوده است.